# 周永昌
周永昌（1922年11月—2017年10月24日），生於上海，是一名中国超声醫學医师，也是歌手王嘉爾的外祖父以及中國共產黨黨員。

## 生平
周永昌毕业于同德医学院，畢業後成為上海市第六人民医院一名泌尿外科医生。1950年代后期，周永昌成為一名超声科医生，並且和他的同事们尝试将工业超声波检测引入医学诊断領域。  周永昌曾在奉贤插队落户。1979年被評為上海市勞動模範。1988年周永昌与其他四人一起被世界超声医学与生物学联合会（WFUMB）授予“先驅工作者獎”。  曾主编超声医学著作《超声医学》。周永昌93岁時給病人看過普通门诊。2017年10月24日因病在上海逝世。